# Hotel Elephant

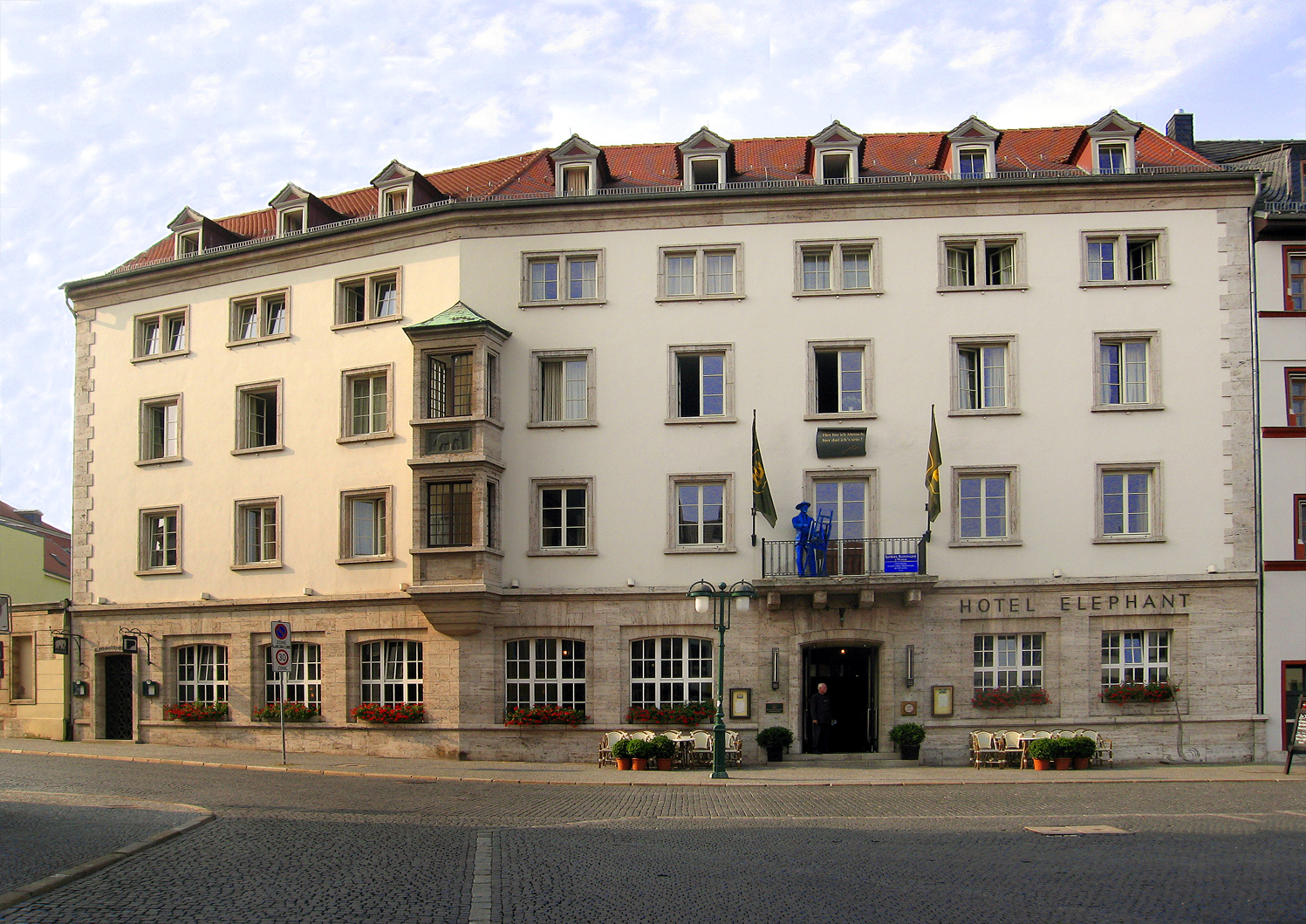
Hotel Elephant
(mit Balkonskulptur von 2006)

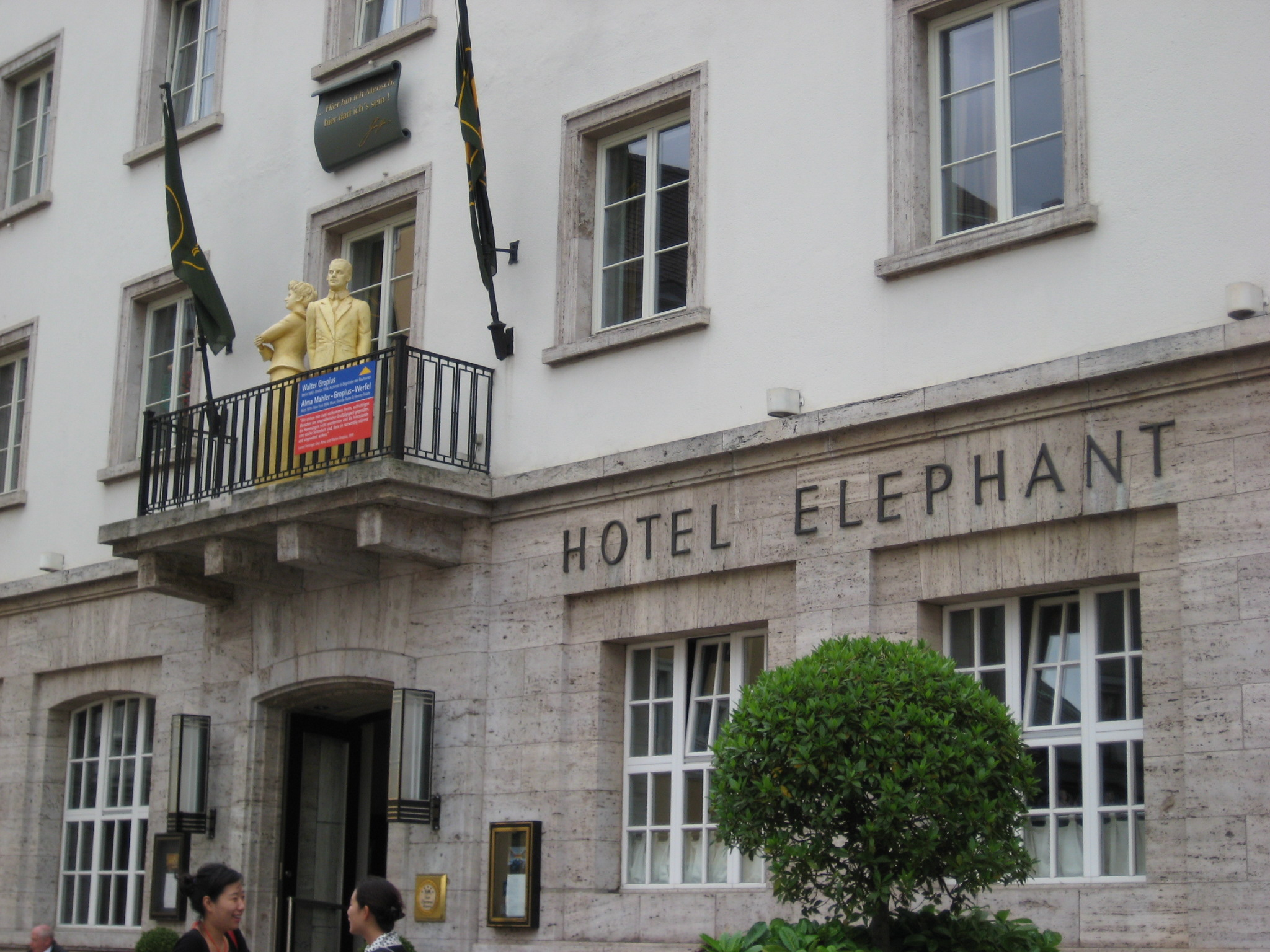
Balkonskulptur von 2009
Ehepaar Gropius

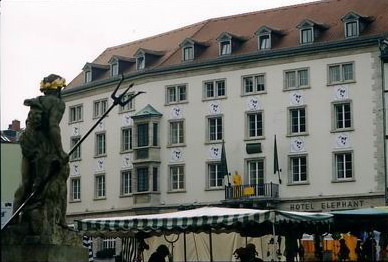
Kunstprojekt Have a nice round von Cornel Wachter

Das Hotel Elephant ist ein historisches Luxushotel in Weimar, dessen Anfänge auf 1696 zurückgehen. Seit Juli 2017 gehört das Hotel der Hirmer Gruppe, die es unter der Marke Autograph Collection von Marriott führt.

## Geschichte

### 17. bis 19. Jahrhundert
Die erste urkundliche Erwähnung des Hauses am Markt 19 datiert von 1561. Im Jahr 1696 gründete dort der fürstliche Mundschenk Christian Andreas Barritig das Wirtshaus Elephant. Der besaß bereits den benachbarten Gasthof Zum schwarzen Bären. Später erfolgte der Ausbau zum Quartier für Kaufleute und Reisende und 1741 zur Poststation. Bereits 1711 hatte der Geograph und Universalgelehrte Johann Gottfried Gregorii alias Melissantes in seinem barocken Regional- und Reiseführer Das jetzt florirende Thüringen die Übernachtung im Logierhaus Elephant empfohlen.
Der Gasthof zog zahlreiche Dichter und Musiker an. Wer am Stadttor nach Christoph Martin Wieland, Johann Gottfried Herder, Johann Wolfgang von Goethe fragte, wurde in den „Elephant“ geschickt. Hier tafelten die „großen Klassiker“, plauderten Friedrich Schiller, später auch Franz Liszt und Richard Wagner. Von 1893 bis 1933 stand das Hotel unter der Leitung von Paul Leutert.

### 20. Jahrhundert
Auch wegen der Silvesternacht des Jahres 1914 erlangte das Hotel literarischen Ruhm, als sich dort das „Konzil der geistigen Krieger“, bestehend aus Martin Buber, Albert Ehrenstein, Walter Hasenclever, Heinrich Eduard Jacob, Rudolf Leonhard, Kurt Pinthus und Paul Zech um den Verleger Ernst Rowohlt versammelte.
Bei der Gründung des Staatlichen Bauhauses wohnten 1919 Walter Gropius und Johannes Itten mit ihren Ehefrauen sowie später Oskar Schlemmer und Lothar Schreyer im Hotel zum Elephanten. Bis 1924 gingen Bauhauskünstler ein und aus. Am 3. Juli 1926 nächtigte anlässlich des zweiten Reichsparteitags der NSDAP Adolf Hitler unter der Berufsbezeichnung „Schriftsteller“ zum ersten Mal im Elephant.
Nachdem 1933 der Verein Elephant Weimar e. V. Eigentümer des Hotels geworden war, kursierten wegen angeblicher Baufälligkeit bald Neubau-Pläne. Das 400-jährige historische Hotel-Gebäude und zwei sich östlich anschließende Nachbarhäuser mussten 1937 dem geplanten Neubau weichen, für den auch das angrenzende Hotel Erbprinz Grundstückteile abtreten musste. Eigentümer wurde eine Stiftung.
Den Neubau, der auch Parteizentrale der NSDAP-Thüringen (unter Sauckel) werden sollte, errichtete der NS-Architekt Hermann Giesler (ihn hatte Hitler zum Professor und Generalbaurat für die Neugestaltung der Planungen der „Hauptstadt der Bewegung“ München (NS-Ausdruck) gemacht). Grundsteinlegung war am 3. November 1937, Richtfest am 20. April 1938 und Einweihung am 5. November 1938 anlässlich des Thüringer Gautages. Das neue Hotel galt mit Autolift zum Parkhaus als eines der modernsten Europas. Motto für den Neubau war laut Giesler: „Keine Karawanserei und keine aufgeblasene Hotelarroganz, keine Effekthascherei – sondern eine zeitentsprechende Gestaltung, die der Tradition und der Würde des alten ‚Elephanten‘ entspricht. Schlichtheit, verbunden mit solider Ausführung, auch in allen Details.“ Die Ausgestaltung mit großen Landschaftsbildern nahm der Weimarer Künstler Hugo Gugg, ein NS-Parteimitglied und Parteifunktionär vor. Die heutige Bibliothek war Konferenzraum und es gab für Sauckel ein großes Büro.
Hitler war vierzig mal Gast im parteieigenen Hotel „Elephant“ und hatte ein für ihn eingeplantes Appartement zur Gartenseite. Von seinen zusammengeströmten Anhängern ließ er sich mit folgendem Vers auf den für ihn geschaffenen Balkon rufen: „Lieber Führer, komm heraus aus dem Elefantenhaus“. Ab 1940 fand im Hotel Elephant das Weimarer Dichtertreffen statt.

#### Schließung 1945–1955
Der letzte Gästebuch-Eintrag stammte vom 5. Mai 1945. Nach dem Zweiten Weltkrieg nutzte das Gebäude kurzzeitig die US-Armee, dann fast ausschließlich die Rote Armee (zeitweise auch als Quartier für Marschall Georgi Konstantinowitsch Schukow und dessen Stabsangehörige) bis September 1951. Anschließend diente es dem Weimarer Institut für Lehrerbildung „Walter Wolf“ als Internat für rund 300 Studenten.
Im Oktober 1945 begannen auf Befehl der sowjetischen Militärverwaltung in Thüringen die Umbau-Arbeiten der bisherigen Gaufunkstelle im Hotel zur Außenstelle Weimar des Berliner Rundfunks (später: Landessender Weimar des MDR), die ab 1. Dezember 1945 sendete.
Ab Oktober 1945 war das Restaurant Elephantenkeller wieder der Öffentlichkeit zugänglich.
Am 21. November 1946 hielt der Thüringer Landtag (1946–1952) im Saal des Hotels seine konstituierende Sitzung ab.

#### Wiedereröffnung 1955
Thomas Mann verewigte das Hotel in seinem Roman „Lotte in Weimar“, indem er Goethes Jugendliebe dort übernachten ließ. Dem Schriftsteller gebührt der Legende nach wohl der entscheidende Anteil daran, dass das Gebäude wieder zum Hotel wurde: Auf seine Einladung zur Verleihung des Schiller-Preises 1955 antwortete er, man möge ihm ein Zimmer im Elephant reservieren. Am 16. Mai 1955 erfolgte die Wiedereröffnung – und Thomas Mann war der erste, der sich im Gästebuch eintrug.
Bis Mitte der 1960er Jahre betrieb es die Handelsorganisation als HO-Hotel, nach einer grundlegenden Renovierung ab Dezember 1966 die Hotelkette Interhotel mit 180 Betten und 650 Restaurantplätzen.
Vom 28. bis 30. Oktober 1974 wurden Szenen des Films Lotte in Weimar im Hotel gedreht – in dieser Zeit war der reguläre Hotel-Betrieb unterbrochen.
Im Mai 1988 übernachteten Helmut Kohl und seine Frau Hannelore, sein Sohn Peter sowie Friedhelm Ost und Wolfgang Bergsdorf anlässlich eines inoffiziellen Besuchs in dem Hotel, dokumentiert in dem Film Geheimdiplomat Bundeskanzler – Wie Helmut Kohl die Stasi narrte.
Ende der 1990er Jahre wurde das Haus von Kempinski betrieben. Im Jahr 2000 kaufte die Schörghuber Unternehmensgruppe das Hotel, es firmierte im Besitz der Arabella Hospitality SE als Teil der Schörghuber Unternehmensgruppe und unter Management von Starwood als Teil der Luxury Collection.
Im Hotel wurden ab 1998 die schönsten Suiten bedeutenden Persönlichkeiten gewidmet wie Thomas Mann, Johann Daniel Falk (Schriftsteller und Kirchenlieddichter), Alfred Ahner (Maler), Udo Lindenberg, Lyonel Feininger (Maler, Grafiker), Harry Graf Kessler und Walter Gropius. Die Lilli-Palmer-Suite des Hotels wurde zu Ehren der Schauspielerin benannt, die mit der Titelrolle in der Romanverfilmung von Thomas Manns „Lotte in Weimar“ eng mit dem Hotel Elephant verbunden ist. Zudem gibt es seit Oktober 2008 das „Thomas-Thieme-Studierzimmer“, da Thieme sowohl zum 1974er Ensemble von „Lotte in Weimar“ gehörte als auch 2001 in besagtem Zimmer 314 an der Rolle des Faust in seiner Inszenierung von Goethes Tragödie arbeitete.

### 21. Jahrhundert
Zum Haus gehörte das von 2003 bis 2018 mit einem Michelin-Stern ausgezeichnete Gourmetrestaurant Anna Amalia unter Leitung von Marcello Fabbri.
2003 legte der Künstler Cornel Wachter die Logos seines weltweiten Kunstprojektes „Have a nice round“ in 15 verschiedenen Sprachen über die Fassade des Hotels Elephant.
Im August 2014 erhielt das Hotel Elephant eine Teilnahme-Urkunde des Nachhaltigkeitsabkommens Thüringen (NAThüringen). Das Programm hatte das Ziel, bis 2020 den Energieverbrauch um 30 Prozent und den Wasserverbrauch um 20 Prozent zu senken.
Im Juli 2017 wurde das Hotel an die Hirmer-Gruppe verkauft und von Arcona betrieben. Im Oktober 2018 erfolgte nach einer mehrmonatigen Schließung und grundlegenden Renovierung die Wiedereröffnung. Betrieben wird das Hotel seither unter der Marke Autograph Collection der Marriott-Gruppe, das Restaurant fungiert seitdem unter dem Namen AnnA.
Die Gala zur alljährlichen Wahl der Zwiebelmarktkönigin in Weimar findet regelmäßig im Hotel mit prominenter Besetzung statt.
Am 21. Juli 2018 verließ nach 25 Jahren der langjährige Küchenchef Marcello Fabbri das Hotel. Neuer Küchenchef ist Johannes Wallner.
Seit Juli 2019 ist die Kunsthistorikerin Claudia Dell für das Kulturprogramm mit Konzerten und Lesungen im Lichtsaal verantwortlich.
2019 fanden Teile der Dreharbeiten für den Jugendfilm Madison im Hotel statt. Im Januar 2019 wurde die 45-minütige MDR-Dokumentation Der Osten, entdecke wo du lebst: Das Hotel Elephant Weimar ausgestrahlt; die Dreharbeiten dazu fanden im November 2018 statt.
Im Februar 2020 übernahm Stefan Schwind die Leitung das Hotels.
Im November 2024 erhielt das Hotel zum dritten Mal in Folge die Auszeichnung zu den 101 besten Hotels Deutschlands. In der Kategorie „Luxus in historischer Architektur“ belegte es Platz neun. Das Hotel gehört als einziges Hotel Thüringens zu den 101 besten Hotels.

## Film
- Galina Breitkreuz (Buch u. Regie): Das Hotel Elephant in Weimar. MDR Fernsehen, Reihe Der Osten – Entdecke, wo Du lebst. 11. Januar 2022 (45 Min.).[26]